# Monochaetum pulchrum
Monochaetum pulchrum är en tvåhjärtbladig växtart som beskrevs av Joseph Decaisne. Monochaetum pulchrum ingår i släktet Monochaetum och familjen Melastomataceae. Inga underarter finns listade i Catalogue of Life.